# Peter Moreth
Peter Moreth (ur. 28 lipca 1941 w Mittweida, zm. 4 lutego 2014 w Berlinie) – wschodnioniemiecki działacz partyjny, wicepremier i minister w rządzie Hansa Modrowa (1989–1990). 

## Życiorys
Z wykształcenia prawnik, z zawodu działacz polityczny, sprawował m.in. funkcję szefa okręgów LDPD: Chociebuż i Magdeburg. Z ramienia LDPD był posłem do Izby Ludowej IX kadencji (1986–1990) oraz członkiem Rady Państwa, z której ustąpił w listopadzie 1989. W rządzie Hansa Modrowa objął funkcję wicepremiera oraz ministra administracji państwowej (podlegała mu m.in. Stasi). 1 marca 1990 objął obowiązki prezesa Urzędu Powierniczego, którym był do 15 lipca 1990.